# Nueve de Julio megye (Chaco)
Nueve de Julio (spanyol nevének jelentése: július kilencedike) egy megye Argentínában, Chaco tartományban. A megye székhelye Las Breñas.

## Települések
A megye egyetlen nagyobb településből (Localidades) áll:
- Las Breñas

Kisebb települései (Parajes):